# Зубер, Рудольф
Рудольф Зубер (пол. Rudolf Zuber; 13 сентября 1858, Орлат, Трансильвания — 5 апреля 1920, Львов) — выдающийся польский геолог и путешественник.

## Биография
Изучал геологию во Львовском университете. С 1884 был преподавателем, а с 1896 года — профессором в родном университете. Пользовался огромным авторитетом, будучи всемирно всемирно известным экспертом в вопросах поиска и разведки нефти. Многие нефтедобывающие компании и правительствами приглашали его в качестве консультанта.
Его научные поездки и исследования охватывают все населенные континенты Земли, кроме Австралии. Так, Р. Зубер исследовал геологию Восточных Карпат. В 1886—1892 годах вёл в Аргентине исследовательские и нефтепоисковые работы в районе Мендосы, а также в Боливии, Чили и Венесуэле. В течение 10 лет (с 1900 по 1910 годы) искал нефть на Кавказе, в Испании, Мексике, Венесуэле, на Тринидаде, в США и Канаде. В 1910 был приглашён заняться поисками нефти в британских колониях Западной Африки — в районе Гвинейского залива и в нынешней Гане. Затем он продолжил нефтеразведку на Берегу Слоновой Кости и в Гвинее.
В 1912 году побывал в рабочих поездках в Пенджабе и Британской Индии. Затем занялся исследованиями в Польше, и тут в 1912—1914 годах нашёл на территории нынешнего Малопольского воеводства в районе города Крыница несколько мощных источников минеральных вод. На базе этих открытых им запасов минеральных вод здесь и сейчас функционирует известный польский бальнеологический курорт. Один из источников носит с тех пор имя своего первооткрывателя — «Вода Зубера».
Во время своих многочисленных экспедиций Зубер проводил обширные геологические изыскания, занимаясь не только разведкой нефти, но работал и над созданием геологических карт исследуемых им территорий. Так, в Магеллановом проливе и Кордильерах он искал залежи угольных пластов, во время пребывания в Южной Америке — собирал ископаемые окаменелости и т. д.
Избирался председателем Польского общества естествоиспытателей им. Коперника в 1888—1889, 1898—1899 и 1918—1919 годах.
Умер в 1920 году и был похоронен во Львове на Лычаковском кладбище.